# Santo Tomé de Rozados
Santo Tomé de Rozados es una localidad española del municipio de Mozárbez, perteneciente a la provincia de Salamanca, en la comunidad autónoma de Castilla y León.

## Historia
Hacia mediados del siglo XIX, el lugar, por entonces perteneciente al municipio de Cilleros el Hondo, tenía contabilizada una población de 36 habitantes. Aparece descrito en el decimotercer volumen del Diccionario geográfico-estadístico-histórico de España y sus posesiones de Ultramar de Pascual Madoz con las siguientes palabras:

ROZADOS (Sto. tomé de): ald. agregada al ayunt. de Cilleros en la prov., dióc. y part. jud. de Salamanca; sit. en un alto con libre ventilacion y clima sano; se compone de 10 casas en cuyas inmediaciones hay una fuente de cuyas aguas se aprovechan los vec.; el terreno se compone de 1,473 huebras de tierra de labor, pasto y monte. prod.: cereales de todas especie en número de unas 2,000 fan. pobl.: 10 vec. 36 alm. contr. con su ayunt.
(Madoz, 1849, p. 579)

En 2023, la entidad singular de población de Santo Tomé de Rozados, ahora perteneciente al municipio de Mozárbez, tenía empadronados 6 habitantes, todos ellos en el núcleo de población de ese nombre.